# 電撃hp短編小説賞
電撃hp短編小説賞（でんげきエイチピーたんぺんしょうせつしょう）は、メディアワークス（現KADOKAWA/アスキー・メディアワークス）が主催していた短編小説の新人文学賞である。同社刊の雑誌『電撃hp』を母体としていた。
第1回から第4回までは編集部内で最終選考作を選んだ上で候補作を雑誌に掲載して読者投票で受賞作を決めていたが、第5回からはプロ作家の選考委員による最終選考に切り替えられた。2007年は実施されずその後母体であった『電撃hp』自体も休刊となったため、正式な休止・終了の告知は出ていないが今後は電撃小説大賞に一本化され開催されない可能性が高い。
受賞作は以下の通りであるが、受賞に至らなかった応募者からもおかゆまさきをはじめ多数の作家を輩出している。

## 入賞作品一覧
後にシリーズ化された作品については、受賞作（第1巻）の刊行時サブタイトルは割愛している場合がある。また、最終選考中でデビューした作家については本表より割愛している。
| 回数             | 賞   | タイトル （刊行時表題）                   | 著者 （刊行時筆名） |
| ---------------- | ---- | ----------------------------------------- | ------------------- |
| 第1回 （2000年） | 大賞 | ポストガール                              | 増子二郎            |
| 第2回 （2001年） | 大賞 | 雪の彼方へ （アンダー・ラグ・ロッキング） | 名瀬樹              |
| 第3回 （2002年） | 大賞 | 真実の鏡 〜お札と猫と彼女〜               | 日比生典成          |
| 第4回 （2003年） | 大賞 | 幸せ二世帯同居計画 〜妖精さんのお話〜     | 五十嵐雄策          |
| 第5回 （2004年） | 大賞 | インサイド・ワールド 〜冬のロケット〜     | 周防ツカサ          |
| 第5回 （2004年） | 金賞 | 運命の糸                                  | 永月らくだ          |
| 第5回 （2004年） | 銀賞 | 二四〇九階の彼女                          | 西村悠              |
| 第6回 （2005年） | 金賞 | ネズミのかぞく                            | 有澤翔              |
| 第6回 （2005年） | 銀賞 | 風の砂漠、風の塔                          | 水沢あきと          |
| 第6回 （2005年） | 銀賞 | チョコと花びら                            | 三木遊泳            |
| 第7回 （2006年） | 大賞 | Dramatic Ivory                            | 小河彰護            |
| 第7回 （2006年） | 大賞 | リヴァースキス                            | 佐野しなの          |